# Nosferatu (groupe)
Pour les articles homonymes, voir Nosferatu.
Nosferatu, parfois stylisé à tort Nösferätu, est un groupe de rock gothique britannique. Le nom du groupe s'inspire du film d'horreur muet Nosferatu le vampire. Depuis sa création en 1988, le groupe compte plus de 100 000 albums vendus.

## Biographie

### Débuts (1988–1992)
Le groupe est formé en mars 1988 par trois musiciens : le guitariste Damien DeVille, ancien membre du groupe Sister Midnight, le batteur Vlad Janicek, et la chanteuse Sapphire Aurora. Leur premier concert n'attire pas l'attention du public, et le groupe est même hué à sa sortie de scène. Les labels refusent de les signer car leur style est considéré comme « trop gothique ». Ce n'est qu'à partir de 1990 que Nosferatu obtient un succès relatif en jouant, avec leur nouveau chanteur Gary Clarke, plusieurs concerts réussis à Londres. Le groupe, qui donne une image gothique théâtrale devant son public, viendra même à ses concerts en corbillard.
Immédiatement après leur tournée britannique, Gary Clarke quitte brusquement le groupe. En avril 1991, le groupe recrute un nouveau chanteur, Louis DeWray, avec qui ils enregistrent leur premier EP intitulé The Hellhound, qui est bien accueilli par la presse spécialisée, et qui leur permet de jouer en ouverture pour Sex Gang Children. En 1992, ils donnent une interview au magazine Propaganda Magazine.

### Succès commercial (1993–1995)
Après avoir signé au label Cleopatra Records, Nosferatu publie son premier album studio en 1993. Le single Inside the Devil atteint la 131e place des classements britanniques. Musicalement parlant, l'album ne présente rien de très original, mais la presse spécialisée salue la qualité sonore. Malgré la popularité croissante de Nosferatu, le chanteur Luis DeWray quitte le groupe.
Avec un nouveau chanteur, Niall Murphy, dans leurs rangs, et plusieurs musiciens de session, Nosferatu enregistre un single intitulé Savage Kiss, atteint la 16e place des classements britanniques indépendants, et donne un concert pour la première fois en dehors du Royaume-Uni à Paris, les 30 et 31 octobre 1993. En 1994, les premières chansons du groupe sont publiées sous une compilation intitulée Legend ; en soutien à la compilation, le groupe tourne en Belgique et aux Pays-Bas, et participe également à la troisième édition du festival Wave-Gotik-Treffen. Dans la même année, ils sortent leur deuxième album studio, intitulé The Prophecy, qui est un grand succès auprès du public, et atteint la 14e place des classements indépendants. La presse spécialisée, cependant, voient d'un autre œil l'album - certains louent les chansons « sombrement poétiques », « sombres et inquiétantes, mais pas choquantes » et « très complexes », tandis que d'autres restent extrêmement insatisfaits la « voix faible et tremblante » du nouveau chanteur.

### Concerts et activités (1995–2003)
Après leur succès retentissant, le groupe effectue un changement quai-complet de sa formation : le seul membre original à rester au sein du groupe est le guitariste Damien DeVille. Après avoir recruté de nouveaux musiciens, le groupe signe un contrat avec le label Hades Records. À cette période, le groupe fait de nombreuses tournées, se produisant dans divers festivals et salles de concerts au Royaume-Uni, en Belgique, en Irlande et en France (où la police appréhendera le groupe à cause de leur look excentrique). Plus tard, en 2000, les enregistrements effectués lors de leur tournée sont publiés dans un album live intitulé Reflections Through a Darker Glass.
En 1996, le troisième album studio du groupe, intitulé Prince of Darkness, est publié et bien accueilli par la presse spécialisée,. Il est suivi un an plus tard par un qautirème album, Lord of the Flies, qui est plus lourd, mais « pas aussi bon » d'après certaines critiques. À cette période, le groupe invite couramment des musiciens de session, ce qui fait que la formation est instable et non durable. Au tournant des années 1990 et 2000, Nosferatu cesse pratiquement de produire de nouvelles chansons, en se concentre se consacre à d'autres groupes et artistes. L'album de remixes ReVamped est publié en 1999, et relativement bien accueilli par la presse spécialisée, qui explique malgré tout que l'album intéresserait seulement les fans purs et durs. En 2001, le groupe publie un best-of intitulé The Best of Nosferatu: Vol.I, qui contient également un clip vidéo de la chanson Haunting' en bonus.
En 2002, juste avant le festival M'era Luna, où Nosferatu devait être en tête d'affiche, le chanteur Dominic LaVey refuse soudainement de parler, et annonce son départ du groupe (probablement à cause de problèmes de santé - peu de temps avant un malaise). Avec l'aide de Christian Slaughter (de Iron Heart), le groupe peut continuer son apparition au festival.

### Dernières activités (depuis 2003)
Le groupe se met à la recherche d'un chanteur, et se tourne alors vers leur ancien chanteur Luis DeWray, qui accepte de revenir. Avec cette formation, Nosferatu reprend ses activités en concert, et voyage à travers l'Europe, la Russie, et même le Mexique. En 2005, le groupe publie la chanson Somebody Put Something in My Drink, une reprise de la chanson homonyme des Ramones, bien perçue par la presse spécialisée. Ils publient également Vampyres, Witches, Devils & Ghouls... The Very Best of Nosferatu qu iest acclamé par la presse spécialisée,.
Après de nombreux spectacles en festival, Nosferatu annonce finalement avoir terminé les enregistrements d'un nouvel album studio, le premier en quatorze ans. L'album, intitulé Wonderland est publié le 7 mars 2011, l'année ; le groupe dédie cet album à la mémoire de l'actrice Ingrid Pitt. La presse spécialisée salue l'album, immédiatement après sa publication, et le considère comme l'une des œuvres classiques du rock gothique ; Certains, cependant, se plaignent de ne pas assister à un album plus impressionnant que Rise and Legend.

## Discographie

### Albums studio
- 1993 : Rise
- 1994 : The Prophecy
- 1996 : Prince of Darkness
- 1998 : Lord of the Flies[18]
- 2011 : Wonderland

### Albums live
- Face The Master (Bootleg ; cassette)
- 2000 : Reflections Through A Darker Glass

### Compilations
- 1994 : Legend
- 1999 : ReVamped
- 2001 : The Best Of Nosferatu: Volume 1: The Hades Years
- 2006 : Vampyres, Witches, Devils and Ghouls: The Very Best of Nosferatu
- 2006 : Anthology (2 Disc Album)

### Singles
- 1991 : The Hellhound
- 1992 : Vampyres Cry
- 1992 : Diva
- 1993 : Inside the Devil
- 1993 : Savage Kiss
- 1995 : The Haunting
- 2005 : Somebody Put Something in My Drink
- 2010 : Black Hole

### Coffret
- 2005 : Visionary Vampyres DVD